# تناظر (كتابة)
تكون أجزاء كلمة ما في تناظر، عند رسمها بأسلوب يبقيها صالحة للقراءة من منظور مغاير لمنظورها الأصل، مثال: ليبيا.

كلمة محمد بهذا الخط إذا قلبت تقرأ علي

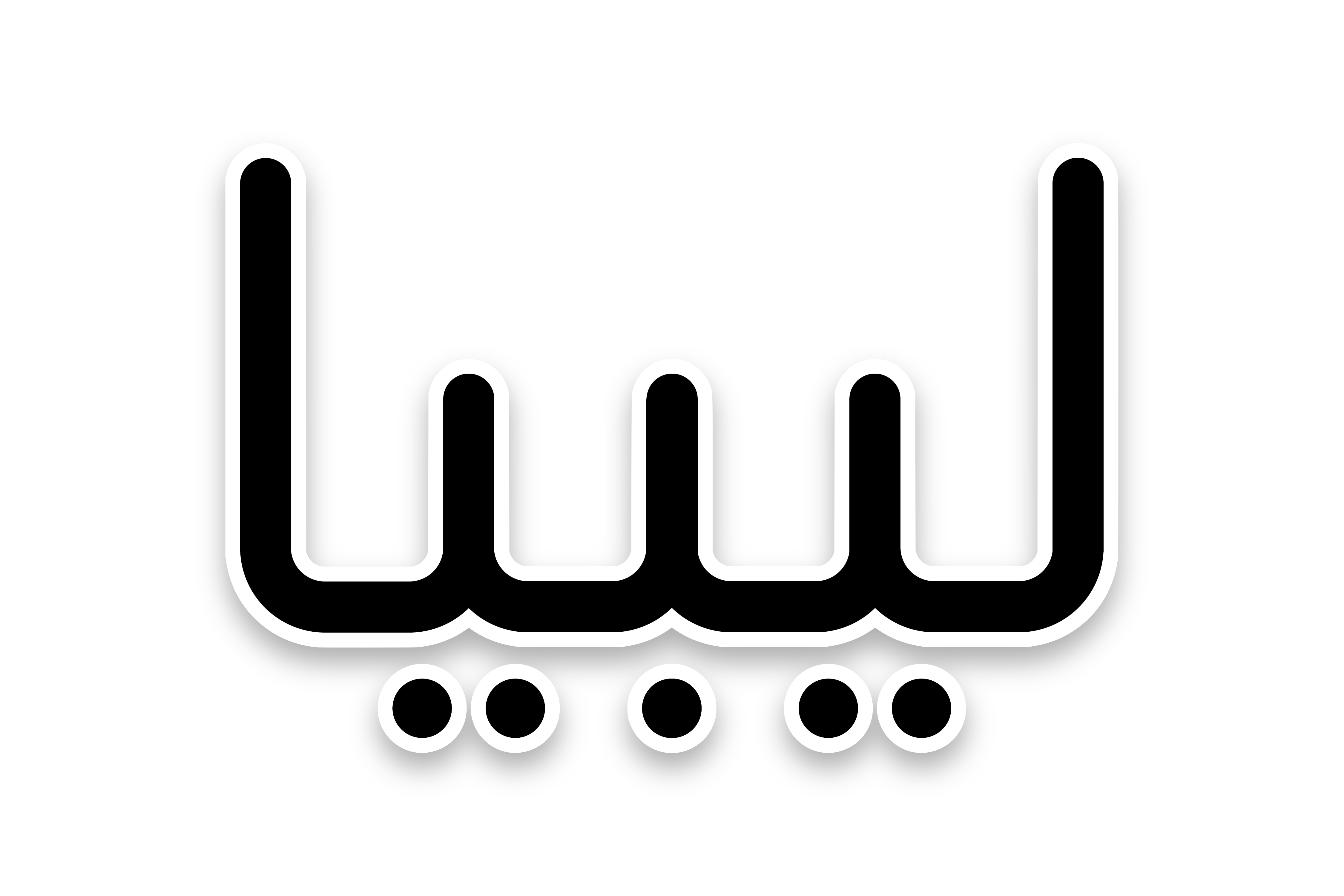
تناظر ليبيا